# Henri Mulet
Henri Mulet   (París, 17 d'octubre de 1878 - Draguinhan, 20 de setembre de 1967) fou un compositor, organista, i violoncel·lista francès.

## Biografia
El seu pare Gabriel era director de la basílica de Sagrat Cor, on la seva mare també interpretaria l' harmònium; de jove, a vegades la substituïa a ella. Va estudiar al Conservatori de París des de 1890, on els seus professors van incloure Jules Delsart, Raúl Pugno, Xavier Leroux, Alexandre Guilmant i Charles-Marie Widor. Originalment tenia la intenció de ser violoncel·lista, però després va exercir com a organista a Saint-Pierre-de-Montrouge i també va ensenyar a l'"École Niedermeyer" i a la "Schola Cantorum", on va treballar amb el seu amic Vincent d'Indy. De 1922 a 1937 va actuar d'organista a "St. Phillippe du Roule".
Les obres més destacades de Mulet són per a orgue: les Esquisses byzantines (1914-1919) i el Carillon sortie (1911/12). El primer, un conjunt de deu peces, era un record de l'estil romà d'Orient del Sagrat Cor i cinc de les peces han rebut el nom d'algunes de les seves característiques arquitectòniques, incloent-hi "Campanile" (campanar) i "Chapelle des Morts". "(capella dels morts). El Carillon ha estat anomenat "un dels grans espectacles de la música d'orgue romàntica francesa". Les obres completes d'orgue de Mulet es van publicar en un conjunt de dos CD el 1989, interpretats per Paul Derett.

El 1922, Mulet va publicar "Les tendances et antireligieuses néfastes de l'orgue moderne", un atac a les escoles modernes de la construcció d'òrgans, al qual van seguir assajos similars. Es lamenta de la tendència de crear òrgans que considerava que eren més apropiats per al cinema que per a l'església: l'orgue era 
| « | "un vitrall. Els seus tons d'imposar i abraçar calma inunden l'aire de les nostres catedrals, de la mateixa manera que... els vidres vidrats aporten meditació a la congregació." | » |

El 1937, Mulet, arran d'una crisi financera, va destruir els seus manuscrits i moltes de les seves possessions i va sortir de París cap a Draguinhan. Allà va continuar com a organista fins al 1958, sovint en situació de pobresa (la seva dona va obrir una botiga de joguines amb l'esperança d'augmentar els seus ingressos). Les malalties van portar Mulet i la seva dona a retirar-se a un convent a Draguignan, on va morir el 1967.".